# Ditassa nitida
Ditassa nitida är en oleanderväxtart som beskrevs av Fourn.. Ditassa nitida ingår i släktet Ditassa och familjen oleanderväxter. Inga underarter finns listade i Catalogue of Life.